# Уметници преживљавања
Уметници преживљавања: 99 књижевних вињета из XX века је књига немачког аутора Ханс Магнус Енценсбергера (1929), објављена 2018. године. Српско издање књиге објављено је 2020. године у издању "Лагуне" из Београда у преводу Мирјане В. Поповић и Маје Анастасијевић.

## О аутору
Ханс Магнус Енценсбергер је рођен 1929. године у Кауфбојрену, Немачка. Енценсбергер је писац, есејиста, преводилац, уредник и један је од најзначајнијих немачких послератних књижевника. Писао је поезију, романе, есеје, књижевну критику и књиге за децу. Добитник је најугледније немачке књижевне награде „Георг Бихнер“ (1963) као и бројних других признања.

## О књизи
Током Двадесетог века велики број књижевника је успео да преживи државни терор и чистке које су биле пропраћене свим могућим моралним и политичким супротним ставовима. О томе како су то успели говори Ханс Магнус Енценсбергер у књизи Уметници преживљавања.
Ханс Магнус Енценсбергер у књизи Уметност преживљавања у 99 књижевних вињета представља биографије и начине преживљавања светских писаца XX века. Описује и објективне разлоге како су успели да преживе „доба екстрема“ – упркос друштву које је било непријатељски настројено и ауторитарној власти. 
У форми кратког текста аутор је изнео кратку биографију писца и контекст у којем је писао, помиње његова главна дела, изнео по неки детаљ из живота и на крају је коментарисао писање.

## Списак уметника преживљавања
Аутор је списак уметника преживљавања направио по редоследу година рођења:
- Кнут Хамсун (1859-1952)
- Герхарт Хауптман (1862-1946)
- Габријеле Д‘Анунцио (1863-1938)
- Рикарда Хух (1864—1947)
- Александер фин Глејхен-Русвурм (1865—1947)
- Максим Горки (1868-1936)
- Андре Жид (1869-1951)
- Иван Буњин (1870-1953)
- Анете Колб (1870—1967)
- Колет (1873-1954)
- Гертруда Стајн (1874-1946)
- Рудолф Борхарт (1878—1945)
- Алфред Деблин (1878-1957)
- Роберт Музил (1880-1942)
- П. Г. Вудхаус (1881—1975)
- Лу Сун (1881-1936)
- Јарослав Хашек (1883-1923)
- Лион Фојхтовангер (1884—1958)
- Езра Паунд (1885-1972)
- Готфрид Бен (1886-1956)
- Херман Брох (1886—1951)
- Томас Едвард Лоренс (1888-1935)
- Фернандо Песоа (1888-1935)
- Франц Јунг (1888—1963)
- Ана Ахматова (1889-1966)
- Жан Кокто (1889-1963)
- Франц Верфел (1890-1960)
- Борис Пастернак (1890-1960)
- Јоханес Р. Бехер (1891—1958)
- Хенри Милер (1891-1980)
- Иња Еренбург (1891—1967)
- Нели Закс (1891-1970)
- Михаил Булгаков (1891-1940)
- Иво Андрић (1892-1975)
- Сесар Ваљехо (1892-1938)
- Константин Паустовски (1892—1968)
- Ханс Фалада (1893-1947)
- Луј-Фердинанд Селин (1894-1961)
- Јулијан Тувим (1894—1953)
- Ернст Јингер (1895-1998)
- Андре Бретон (1896-1966)
- Хајмито фон Додерер (1896—1966)
- Карл Цумкајер (1896—1977)
- Курцио Малапарте (1898-1957)
- Бертолд Брехт (1898-1956)
- Густав Реглер (1898—1963)
- Надежда Мандељштам (1899—1980)
- Ерих Кестнер (1899-1974)
- Ана Зегерс (1900-1983)
- Ернст Глезер (1902—1963)
- Исак Башевис Сингер (1902-1991)
- Ханс Зал (1902—1993)
- Рејмон Кено (1903—1976)
- Пабло Неруда (1904-1973)
- Витолд Гомбрович (1904-1969)
- Кристофер Ишервуд (1904—1986)
- Ерхарт Кестнер (1904—1974)
- Василиј Гросман (1905—1964)
- Иргмард Којн (1905—1982)
- Манес Шперхер (1905—1984)
- Жан-Пол Сартр (1905-1980)
- Елијас Канети (1905-1994)
- Волфганг Кепен (1906—1996)
- Гинтер Ајх (1907—1972)
- Алберто Моравија (1907-1990)
- Ерик Амблер (1909—1998)
- Хуан Карлос Онети (1909—1994)
- Ежен Јонеско (1909-1994)
- Георг Глазер (1901—1995)
- Жан Жене (1910—1986)
- Албрехт Фабри (1911—1998)
- Чеслав Милош (1911-2004)
- Емил Мишел Сиоран (1911—1995)
- Нагиб Махфуз (1911-2006)
- Орхан Вели Каник (1914—1950)
- Алфред Андерш (1914—1980)
- Октавио Паз (1914-1998)
- Ханс Бауман (1914—1988)
- Штефан Хермлин (1915—1997)
- Артур Милер (1915-2005)
- Петер Вајс (1916-1982)
- Волфганг Хилдесхајмер (1916—1991)
- Камило Хосе Села (1916-2002)
- Илзе Ајхингер (1921—2016)
- Џозеф Хелер (1923—1999)
- Абе Кобо (1924—1993)
- Јехуда Амихај (1924—2000)
- Јозеф Шкворецки (1924—2012)
- Ингеборг Бахман (1924—1973)
- Габријел Гарсија Маркес (1927-2014)
- Хари Мулиш (1927-2010)
- Вељо Мери (1928—2015)
- Имре Кертес (1929-2016)
- Хајнер Милер (1929-1995)
- Ришард Капушћињски (1932-2007)
- Данило Киш (1935-1989)
- Јосиф Бродски (1940-1996)
- Исмаил Кадаре (1936-)